# Ostrzeń pospolity
Ostrzeń pospolity, ostrzeń purpurowy, psi język (Cynoglossum officinale L.) – gatunek rośliny należący do rodziny ogórecznikowatych.

## Rozmieszczenie geograficzne
Rodzimy obszar występowania obejmował niektóre obszary Europy i Azji. Jako gatunek zawleczony lub uciekinier z upraw szeroko rozprzestrzenił się w USA i południowej części Kanady. Zanotowano jego występowanie także w Panamie i kilku krajach Afryki. W Polsce jest dość częsty w całym kraju na niżu i w piętrze pogórza. Jego status we florze Polski jest nieznany; być może jest gatunkiem rodzimym, być może archeofitem. 

## Morfologia

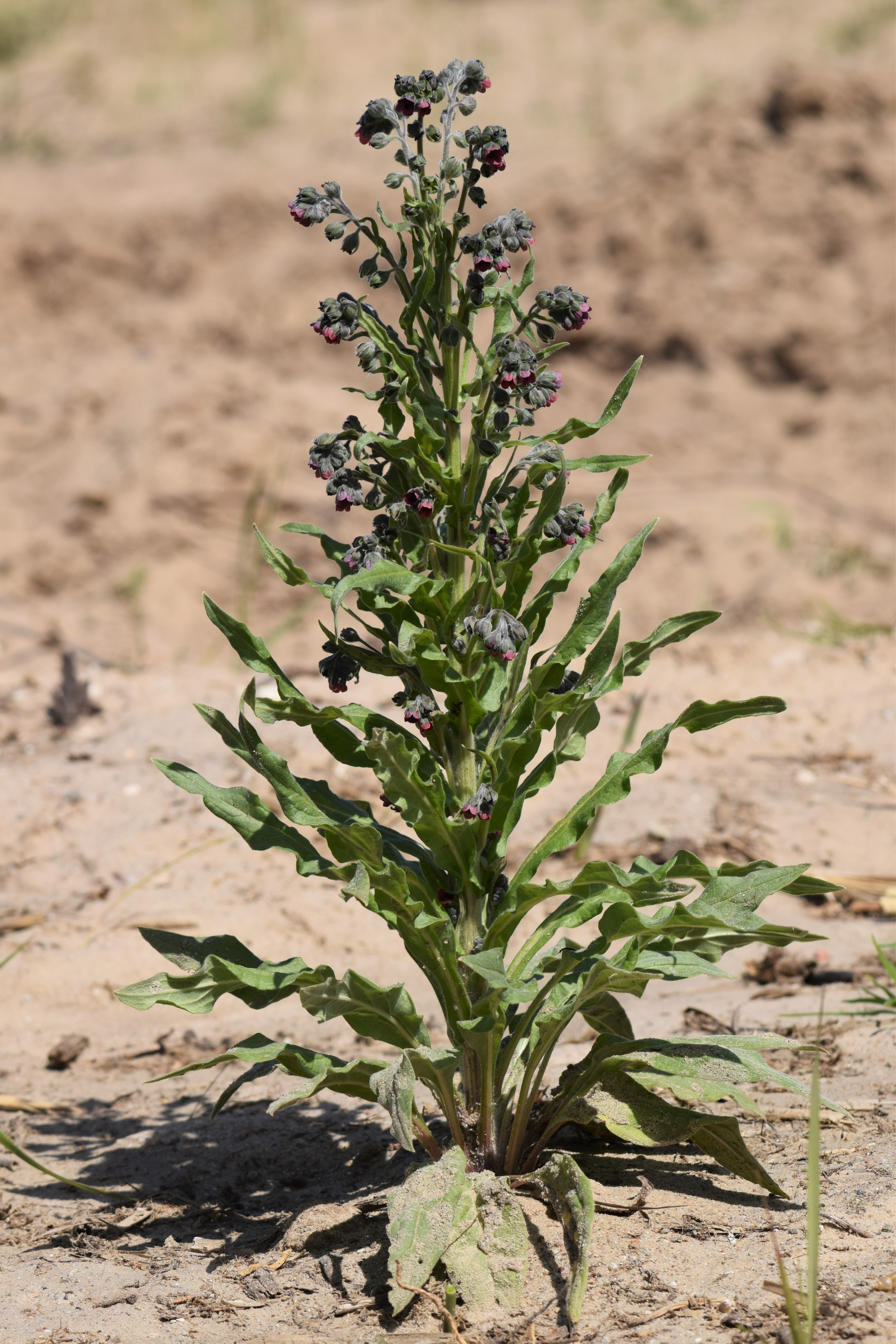
Pokrój

ŁodygaWzniesiona, w górnej części rozgałęziona, dorastająca do 60 cm wysokości, szaro owłosiona.
LiścieObustronnie miękko owłosione. Dolne długoogonkowe jajowatolancetowate, o długości do 20 cm, górne podługowatolancetowate, siedzące.
KwiatyZebrane w gęste skrętki, te zaś z kolei tworzą wiechę złożoną z licznych skrętek i wyrastającą z kąta podługowatolancetowatej podsadki. Korona kwiatu czerwonawa lub brunatnoczerwona, lejkowata, złożona z pięciu okrągłych i zrośniętych dołem płatków. Wewnątrz korony osklepki z brodawkami, słupek i 5 pręcików o krótkich pylnikach. Kielich wełnisto owłosiony.
OwoceRozłupnia, rozpadająca się na cztery rozłupki. Są jajowate, a ich brzegi i część środkowa jest zgrubiała i tworzy wypukły dysk. Na górnej i dolnej powierzchni haczykowate kolce, ponadto na dolnej jajowata płaszczyzna przyczepu.

## Biologia i ekologia
RozwójRoślina dwuletnia, hemikryptofit. Roślina trująca. Kwitnie od maja do lipca.  Nasiona przyczepiają się do sierści zwierząt i ubrania i w ten sposób są przez nie rozsiewane (ektozoochoria).
SiedliskoRośnie głównie w kserotermicznych siedliskach ruderalnych: na przydrożach, rumowiskach, wysypiskach, terenach kolejowych, na obrzeżach lasów i w zaroślach, pojedynczo, lub w niewielkich grupach. W klasyfikacji zbiorowisk roślinnych gatunek charakterystyczny dla SAll. Onopordenion.
GenetykaLiczba chromosomów (2n = 24.
Korelacje międzygatunkoweNa pędach ostrzenia pospolitego pasożytuje Golovinomyces cynoglossi wywołujący chorobę zwaną mączniakiem prawdziwym, a na liściach grzyb Ramularia cynoglossi wywołujący plamistość liści. Na pędach i liściach żeruje kilka gatunków chrząszczy (zwłaszcza ich larwy).

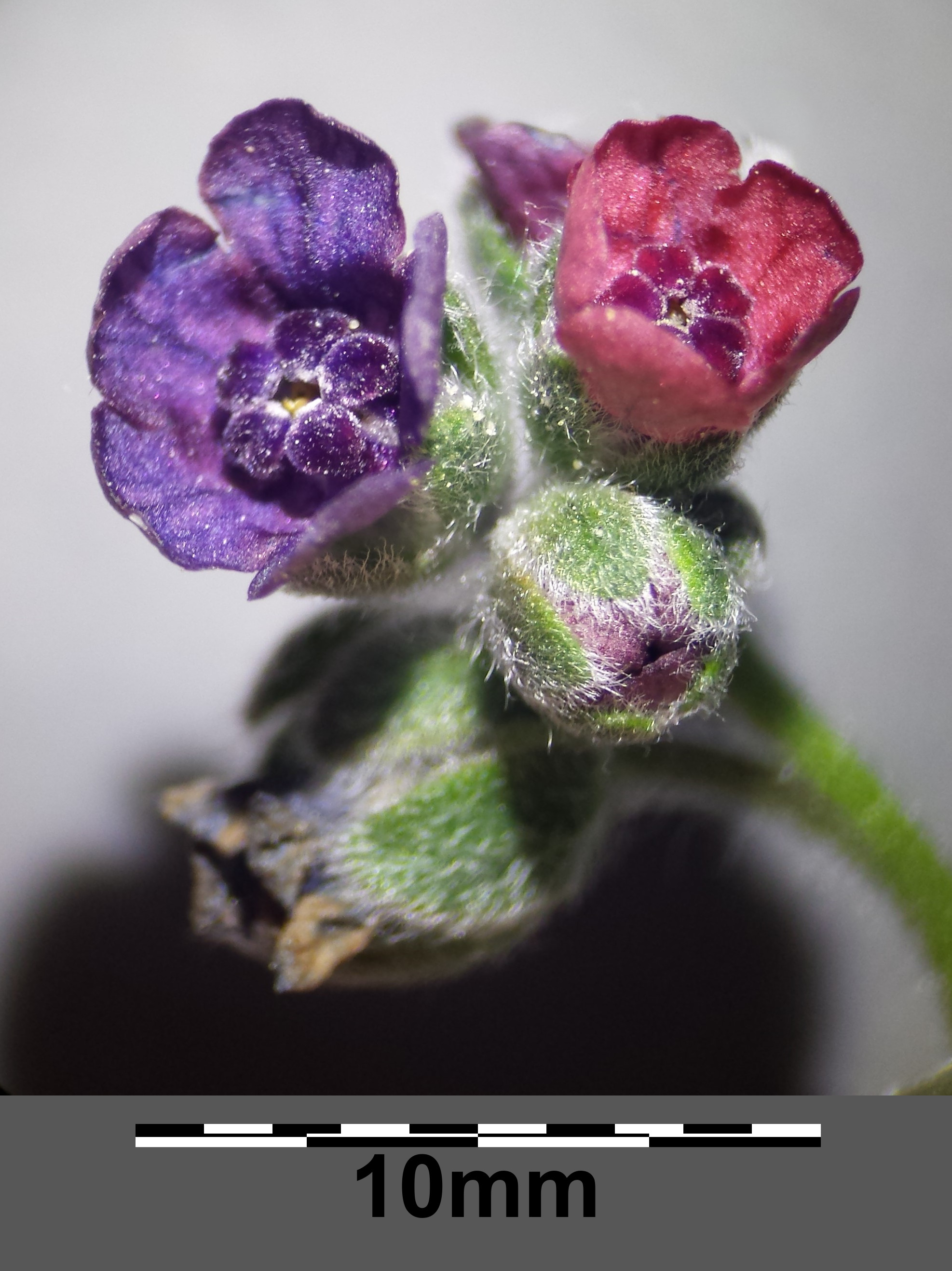
Kwiaty
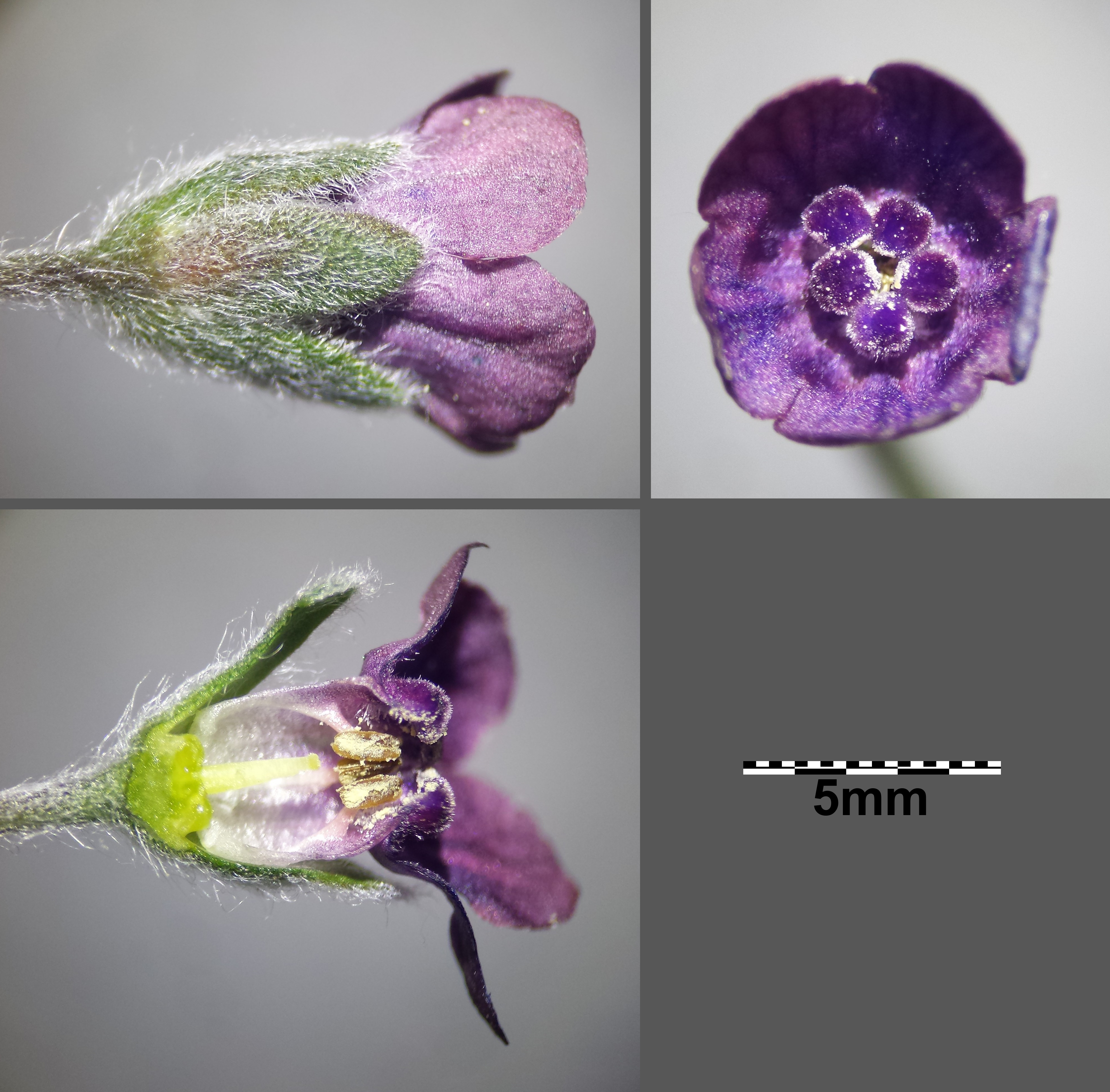
Budowa kwiatów
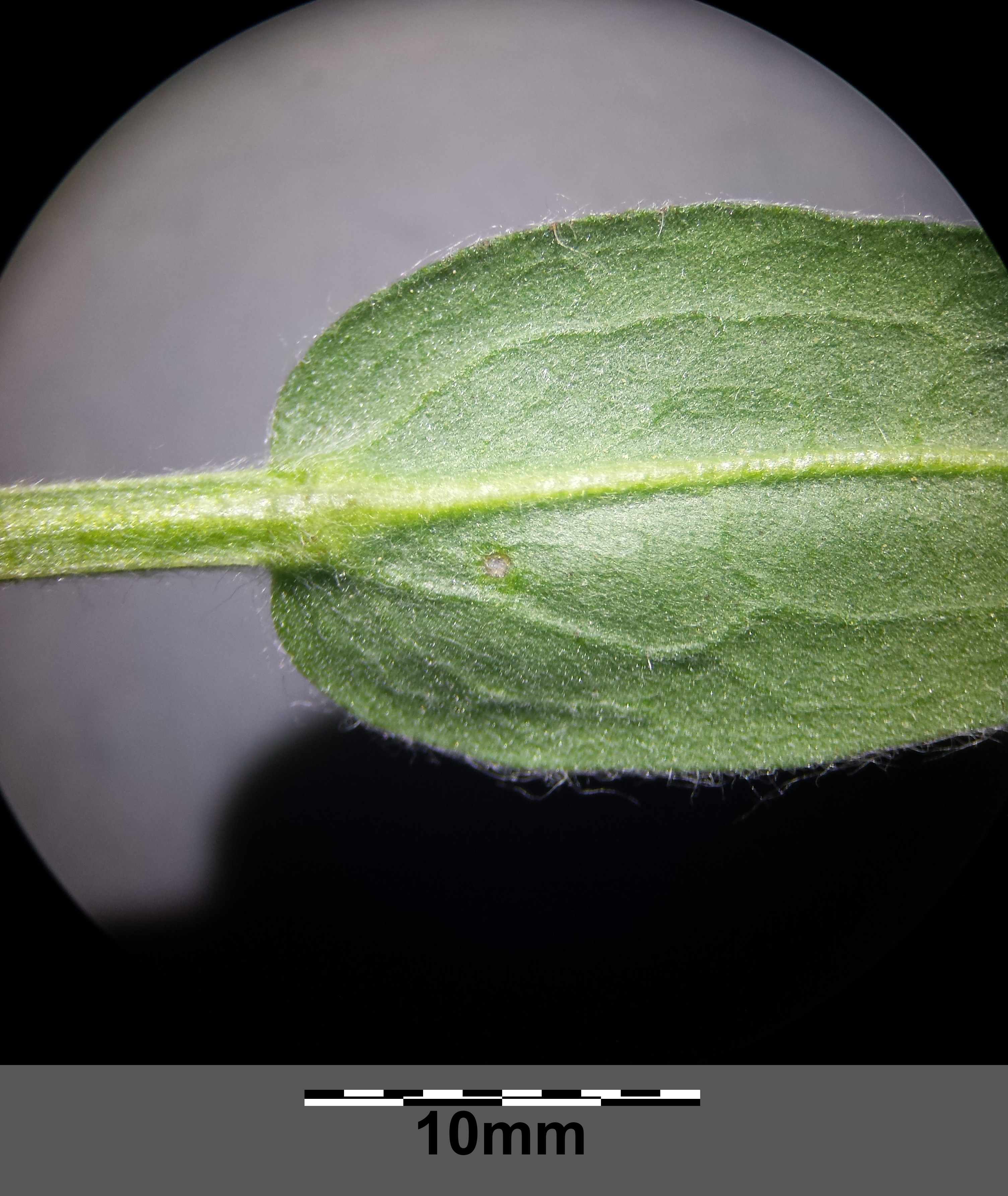
Dolna strona liścia
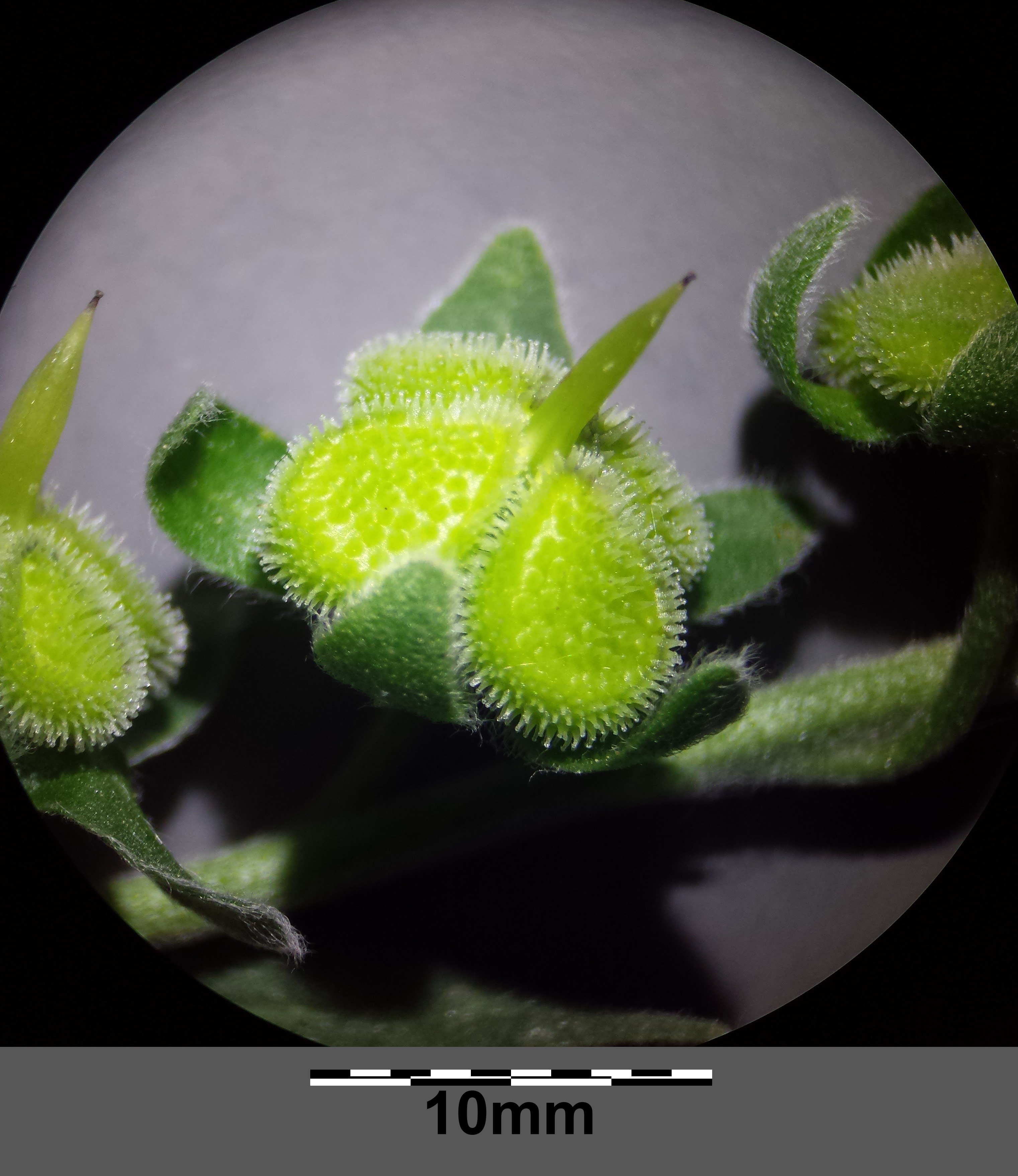
Młody owoc
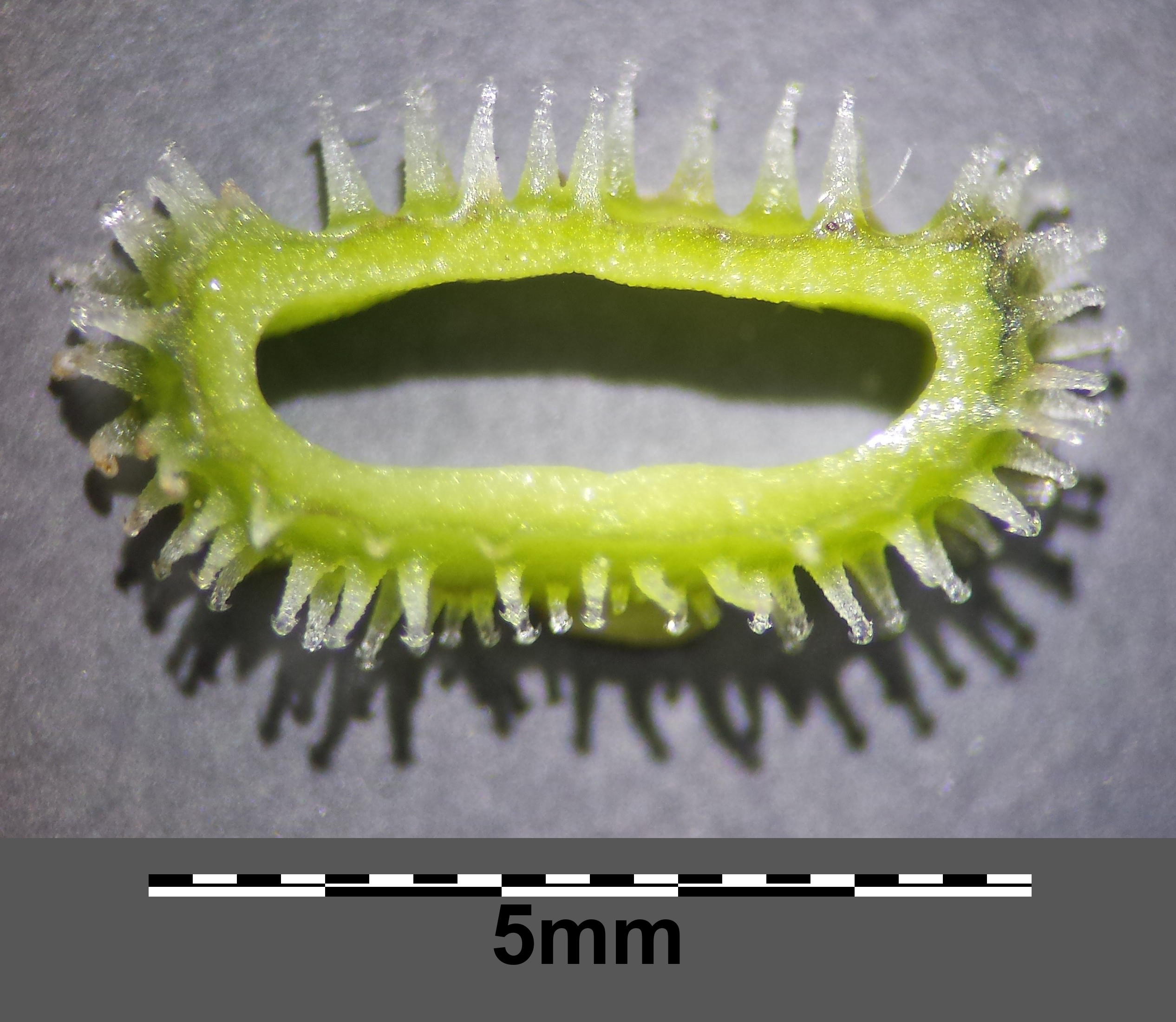
Przekrój przez owoc

## Zastosowanie
- Jest rośliną miododajną o wydajności około 100-200 kg/ha oraz rośliną pyłkodajną, o średniej wydajności pyłkowej. Z tego względu bywa czasami przez pszczelarzy wysiewany na nieużytkach[13].
- Korzenie zawierają alkaninę i były dawniej wykorzystywane do barwienia[14].
- Świeże rośliny wydzielają nieprzyjemny zapach. Były dawniej używane do odstraszania myszy, które nie lubią tego zapachu[14].
- Dawniej był uznawany za roślinę leczniczą i stosowany przeciw krztuścowi, przy bólach zębów i reumatyzmie. Badania wykazały jednak, że wykazuje on działanie rakotwórcze i nie potwierdziły jego leczniczych własności. Z tego względu obecnie nie jest używany w lecznictwie[15].
- W krajach alpejskich młode liście były spożywane jako sałatka (mimo przykrej woni). Jednak odkąd odkryto jego trujące i rakotwórcze własności odradza się ich spożywania[15].